# Фадеев, Александр Михайлович
Александр Михайлович Фадеев (укр. Олександр Михайлович Фадєєв; 17 июня 1945, Москва — 8 марта 2021) — советский и украинский хоккеист, хоккейный тренер, заслуженный тренер Украинской ССР (1985); первый тренер сборной Украины.

## Биография
Выступал на позиции нападающего за клубы СКА (Калинин), «Локомотив» (Москва), «Кристалл» (Саратов) и «Днепрспецсталь» (Запорожье). Мастер спорта СССР.
В 1977—1987 годах был помощником старшего тренера киевского «Сокола» Анатолия Богданова. В чемпионате СССР 1984/1985 команда заняла 3-е место, за что Фадеев получил звание «Заслуженный тренер СССР». В 1992 году вернулся в команду уже как главный тренер, его команда выступала в чемпионате СНГ в сезоне 1991/1992 и в турнирах Межнациональной хоккейной лиги. В 1992—1994 годах — главный тренер сборной Украины по хоккею с шайбой.